# Seventh Avenue (zespół muzyczny)
Seventh Avenue – zespół muzyczny z Niemiec grający chrześcijański power metal, założony w 1989.

## Członkowie zespołu
- Herbie Langhans - śpiew
- Florian Gottsleben - gitara
- Markus Beck - gitara basowa
- Mike Pflüger - perkusja

### Byli członkowie
- Andi Gutjahr - gitara
- William Hieb - gitara basowa
- Geronimo Stade - gitara basowa
- Louis Schock - perkusja

## Dyskografia
- Children (1995) (singel)
- Rainbowland (1995)
- Tales of Tales (1996)
- Southgate (1998)
- Goodbye (1999) (EP)
- Between The Worlds (2003)
- Eternals (2004)
- Terium (2008)